# John Mayock
John Paul Mayock (Barnsley, 26 ottobre 1970) è un ex mezzofondista britannico.

## Palmarès
| Anno | Manifestazione          | Sede         | Evento       | Risultato  | Prestazione | Note |
| ---- | ----------------------- | ------------ | ------------ | ---------- | ----------- | ---- |
| 1989 | Europei juniores        | Varazdin     | 5000 m piani | Argento    | 14'11"05    |      |
| 1991 | Universiadi             | Sheffield    | 5000 m piani | Oro        | 13'39"25    |      |
| 1992 | Europei indoor          | Genova       | 3000 m piani | Argento    | 7'48"47     |      |
| 1993 | Mondiali indoor         | Toronto      | 3000 m piani | 5º         | 7'54"41     |      |
| 1994 | Giochi del Commonwealth | Victoria     | 1500 m piani | Bronzo     | 3'37"22     |      |
| 1995 | Mondiali indoor         | Barcellona   | 3000 m piani | 5º         | 7'51"86     |      |
| 1995 | Mondiali                | Goteborg     | 1500 m piani | Semifinale | 3'40"20     |      |
| 1996 | Giochi olimpici         | Atlanta      | 1500 m piani | 11º        | 3'40"18     |      |
| 1997 | Mondiali indoor         | Parigi       | 3000 m piani | 6º         | 7'44"31     |      |
| 1997 | Mondiali                | Atene        | 1500 m piani | 9º         | 3'38"67     |      |
| 1998 | Europei indoor          | Valencia     | 3000 m piani | Oro        | 7'55"09     |      |
| 1998 | Giochi del Commonwealth | Kuala Lumpur | 1500 m piani | Argento    | 3'40"46     |      |
| 1999 | Mondiali                | Siviglia     | 1500 m piani | Semifinale | dnf         |      |
| 2000 | Europei indoor          | Gand         | 3000 m piani | Bronzo     | 7'49"97     |      |
| 2000 | Giochi olimpici         | Sydney       | 1500 m piani | 9º         | 3'49"41     |      |
| 2001 | Mondiali indoor         | Lisbona      | 3000 m piani | 4º         | 7'44"08     |      |
| 2001 | Mondiali                | Edmonton     | 1500 m piani | Semifinale | 3'42"63     |      |
| 2002 | Europei indoor          | Vienna       | 3000 m piani | Bronzo     | 7'48"08     |      |
| 2002 | Giochi del Commonwealth | Manchester   | 5000 m piani | 4º         | 13'19"43    |      |
| 2002 | Europei                 | Monaco       | 1500 m piani | 12º        | 3'48"41     |      |
| 2003 | Mondiali indoor         | Birmingham   | 3000 m piani | 8º         | 7'45"32     |      |
| 2004 | Mondiali indoor         | Budapest     | 3000 m piani | Batteria   | 7'54"41     |      |
| 2004 | Giochi olimpici         | Atene        | 5000 m piani | Batteria   | 13'26"81    |      |
| 2005 | Europei indoor          | Madrid       | 3000 m piani | Argento    | 7'51"46     |      |

## Altre competizioni internazionali
1992
- 7º in Coppa del mondo ( L'Avana), 5000 m piani - 14'16"95
- 11º al Golden Gala ( Roma), 5000 m piani - 13'26"97

1993
- 11º al Memorial Van Damme ( Bruxelles), miglio - 3'57"67
- 15º al DN Galan ( Stoccolma), 1500 m piani - 3'42"41

1995
- 6º all'ISTAF Berlin ( Berlino), miglio - 3'55"42
- 6º al Memorial Van Damme ( Bruxelles), 1500 m piani - 3'37"32

1996
- Bronzo ai Bislett Games ( Oslo), miglio - 3'50"32
- 7º all'ISTAF Berlin ( Berlino), miglio - 3'54"67
- 6º al Memorial Van Damme ( Bruxelles), 1500 m piani - 3'33"94

1997
- Coppa Europa di atletica leggera ( Monaco di Baviera)
- 6º ai Bislett Games ( Oslo), miglio - 3'51"46
- 12º all'ISTAF Berlin ( Berlino), miglio - 3'52"65
- 8º al Memorial Van Damme ( Bruxelles), 1500 m piani - 3'31"86

1998
- Coppa Europa di atletica leggera ( San Pietroburgo)
- 6º al Memorial Van Damme ( Bruxelles), 1500 m piani - 3'33"90
- 6º ai Bislett Games ( Oslo), 1500 m piani - 3'34"71
- 5º al DN Galan ( Stoccolma), 1500 m piani - 3'39"37

1999
- 7º alla San Silvestre Vallecana ( Madrid), 10 km - 29'39"
- 4º al DN Galan ( Stoccolma), 2000 m piani - 4'56"75
- 7º all'ISTAF Berlin ( Berlino), 2000 m piani - 4'58"57
- 10º al Golden Gala ( Roma), miglio - 3'52"79
- 9º al Memorial Van Damme ( Bruxelles), 1500 m piani - 3'36"43

2000
- Coppa Europa di atletica leggera ( Gateshead)
- 6º ai Bislett Games ( Oslo), miglio - 3'50"61
- 8º al Memorial Van Damme ( Bruxelles), miglio - 3'52"15

2001
- 13º al Memorial Van Damme ( Bruxelles), 1500 m piani - 3'34"43

2002
- 5º in Coppa del mondo ( Madrid), 5000 m piani - 13'38"63
- 8º al Prefontaine Classic ( Eugene), 5000 m piani - 13'39"49
- 8º all'ISTAF Berlin ( Berlino), 1500 m piani - 3'34"89

2004
- 15º alla Great South Run ( Portsmouth), 10 miglia - 49'30"

2005
- 8º alla Great South Run ( Portsmouth), 10 miglia - 48'18"